# Nipponomyia gracilis
Nipponomyia gracilis is een tweevleugelige uit de familie Pediciidae. De soort komt voor in het Palearctisch gebied.